# Наследственная остеодистрофия Олбрайта
Насле́дственная остеодистрофи́я Олбра́йта (другие названия: псевдогипопаратиреоз, псевдогипопаратиреоз с наследственной остеодистрофией Олбрайта, псевдо-псевдогипопаратиреоз, синдром курицы Сибрайта, синдром Мартина-Олбрайта, синдром Олбрайта) — редко встречающееся состояние (распространённость примерно 7,2 на 1 млн человек), характеризующееся разнообразием симптомов. Имеет аутосомно-доминантный тип наследования. Если нарушение передаётся со стороны матери, то оно характеризуется резистентностью к определённым гормонам, в первую очередь к паратиреоидному гормону (ПТГ). Такое состояние может быть, в зависимости от спектра мутации, псевдогипопаратиреозом типа 1A (англ. PHP1A), 1B (англ. PHP1B) и 1C (англ. PHP1C). При наследовании по отцовской линии остеодистрофия протекает без гормональных расстройств и называется псевдо-псевдогипопаратиреозом (англ. PPHP). Заболевание впервые описано американским эндокринологом Фуллером Олбрайтом (англ. Fuller Albright) с соавторами соответственно в 1942 и в 1952 годах. Псевдогипопаратиреоз типа 2 (англ. PHP2) клинически сходен с другими типами заболевания, однако имеет аутосомно-рецессивный тип наследования. Характеризуется повышением уровня циклического аденозинмонофосфата (цАМФ) в ответ на введение экзогенного ПТГ.

## Патогенез
Наследственная остеодистрофия Олбрайта вызывается мутацией гена GNAS, локализующегося в 20-й хромосоме, который предоставляет инструкцию для создания Gsα — одного из компонентов G-белков. G-белки с этим компонентом стимулируют активность фермента аденилатциклазы, контролирующего продукцию ряда гормонов, а также участвующего в остеогенезе, предотвращая формирование костной ткани в необычном месте.
Таким образом, мутация гена GNAS приводит к аномалии формирования G-белков, что, в свою очередь, вызывает нарушение активности определённых гормонов и неправильное развитие костей.

## Клинические симптомы
Обычно: низкий рост, ожирение, круглое «лунообразное» лицо, брахидактилия — укорочение I, III и V пястных и III и IV плюсневых костей (чаще всего), соответствующее отсутствие выпуклостей в области IV и V пястно-фаланговых суставов, подкожные оссификации (замена хрящевой ткани костной), другие скелетные аномалии (брахиметатарзия), иногда: задержка моторного, умственного и социального развития.
Поскольку у большинства больных имеется резистентность к паратиреоидному гормону, для них характерен низкий уровень кальция в костях и в крови (гипокальциемия). Гипокальциемия может стать причиной понижения слуха, судорог, катаракты, проблем с зубами (раннее выпадение и гипоплазия эмали), тетании (мышечные подёргивания и спазмы кистей рук и стоп).

## Лечение
Кальций и витамин D позволяют поддерживать нормальный уровень кальция в плазме. При повышенном уровне фосфора в крови назначается низкофосфорная диета. Противосудорожная терапия по необходимости. Возможно назначение рекомбинантного гормона роста. Устранение существенных подкожных оссификаций хирургическим путём. Применение паратиреоидного гормона неэффективно.